# Chakrata
Chakrata è una suddivisione dell'India, classificata come cantonment board, di 3.497 abitanti, situata nel distretto di Dehradun, nello stato federato dell'Uttarakhand. In base al numero di abitanti la città rientra nella classe VI (meno di 5.000 persone).

## Geografia fisica
La città è situata a 30° 41' 60 N e 77° 50' 60 E e ha un'altitudine di 1.814 m s.l.m..

## Società

### Evoluzione demografica
Al censimento del 2001 la popolazione di Chakrata assommava a 3.497 persone, delle quali 2.165 maschi e 1.332 femmine. I bambini di età inferiore o uguale ai sei anni assommavano a 420, dei quali 224 maschi e 196 femmine. Infine, coloro che erano in grado di saper almeno leggere e scrivere erano 2.619, dei quali 1.747 maschi e 872 femmine.